# Etoh
Etoh est l'un des 29 villages de la commune d'Andek, département de la Momo de la région du Nord-Ouest du Cameroun.

## Population
Au dernier recensement de 2005, le village comptait 357 habitants, dont 177 hommes et 180 femmes. En 2012, la population est estimée à 1 630 habitants dont 410 hommes, 578 femmes et 642 enfants.

## Climat
Le village, et plus largement la commune d'Andek, se situe à la transition entre les climats humides tempérés du Cameroun. Deux saisons sont présentes : la saison des pluies de mars à octobre et la saison sèche de novembre à février. La pluviométrie annuelle moyenne est de 2 200 à 3 000 mm et la température moyenne est de 21 °C. Les pluies sont particulièrement importantes aux mois de juillet et d'août entraînant des températures plus froides dans tout le secteur.

## Sol et relief
Le sol est constitué en grande partie de pierres granitiques. Les sols sont généralement pauvres, épuisés et peu fertiles. L'érosion y est facile. Quelques plantations y poussent cependant bien comme les palmiers à huile.
Le relief est prononcé avec des montagnes et des vallées profondes. Deux massifs montagneux entourent le secteur : un massif à l'ouest comprenant les villages de Bonanyang, Angai, et Etoh jusqu'à Mbabum, et un massif à l'est comprenant le mont Etwii, et les chaînes de Ajei et Angong.

## Hydrologie
Plusieurs rivières traversent le secteur.

## Flore et faune
La flore et la végétation locale sont du type « savane guinéenne » formant une transition entre la végétation caractéristique de la forêt et celle de la savane. Une particularité du secteur est la forte présence naturelle de palmiers à huile.

## Religions
La majorité des habitants sont chrétiens (85 % de la population de la commune d'Andek). Des musulmans et des croyants des religions traditionnelles africaines sont également présents en minorité.

## Économie
L'économie repose essentiellement sur l'agriculture. La production d'huile de palme est importante et La culture du coca se développe. En raison du mauvais état du réseau routier, la production est consommée localement.

## Équipements
Le village accueille :
- une école primaire publique.

En 2012, le village n'est pas raccordé au réseau électrique.